# San Roque (Northern Samar)
San Roque è una municipalità di quinta classe delle Filippine, situata nella Provincia di Northern Samar, nella regione di Visayas Orientale.
San Roque è formata da 16 baranggay:
- Balnasan
- Balud
- Bantayan
- Coroconog
- Dale
- Ginagdanan
- Lao-angan
- Lawaan
- Malobago
- Pagsang-an
- Zone 1 (Pob.)
- Zone 2 (Pob.)
- Zone 3 (Pob.)
- Zone 4 (Pob.)
- Zone 5 (Pob.)
- Zone 6 (Pob.)